# Гейл, Дуайт
Дуа́йт Де́вон Бойд Гейл (англ. Dwight Devon Boyd Gayle, английское произношение [ˈdwaːɪt geɪl]); род. 17 октября 1989 года в Уолтемстоу, Уолтем-Форест, Англия, Великобритания) — английский футболист, нападающий клуба «Сток Сити».

## Биография
Дуайт Гейл родился в Уолтемстоу, Англия. Он начинал карьеру в юношеском секторе лондонского «Арсенала». В 2009 году молодой форвард перебрался в «Стенстед», за который выступал два года. Затем подписал контракт с клубом «Дагенем энд Редбридж». Дважды его отдавали в аренду, сначала в «Бишопс-Стортфорд», потом в «Питерборо Юнайтед». С последним, в итоге, футболист заключил полноценный контракт в 2013 году. Сыграв за «Питерборо» в 20 матчах, и отметившись 6 голами Гейл привлек внимание скаутов «Кристал Пэлас», которые и переманили нападающего в стан «красно-синих».

## Карьера

### «Дагенем энд Редбридж»
Летом 2011 года Дуайт подписал контракт с клубом Второй Футбольной лиги Англии «Дагенем энд Редбридж» на 2 года.
В августе того же года Гейл отправился в аренду на 1 год в клуб Северной Конференции «Бишопс-Стортфорд», за который сыграл 42 матча и забил 29 голов.
Затем Дуайт подписал свой первый профессиональный контракт с «Дагенем энд Редбридж» в июле 2012 года на 3 сезона. Он сделал свой профессиональный дебют за «Даггерс» 18 августа 2012 в матче против «Челтнем Таун». Этот матч кончился поражением «Даггеров» со счётом 2:0. В итоге, Дуайт сыграл за «Дагенем энд Редбридж» 18 матчей, в которых забил 7 голов.

### «Питерборо Юнайтед»
В ноябре 2012 Дуайт Гейл присоединился к команде Чемпионшипа «Питерборо Юнайтед» на правах аренды, с возможностью выкупа в январе 2013 года.
Свой первый матч за Питерборо он сыграл 24 ноября, выйдя на замену вместо Сейдо Берахино на 53-й минуте матча против «Ипсвич Таун». Матч закончился вничью — 1:1.
Свой первый гол Дуайт забил 1 декабря 2012 в ворота «Блэкпула», на 71-й минуте после плохой передачи назад Алекса Баптиста. Но этот гол стал лишь утешением для игроков «Питерборо». Матч закончился победой Блэкпула со счётом 4:1.
Он слушает. Он понимает вещи быстро, что всегда является признаком хорошего игрока. Он станет очень хорошим игроком.
24 декабря 2012 года Дуайт согласился подписать контракт с «Питерборо Юнайтед» после удачной аренды, в течение которой он забил 5 голов в 6 играх. Дуайт присоединился к ним 2 января, подписав контракт на 4,5 года с зарплатой в 500 000 £. 2 марта 2013 года Дуайт сделал первый в карьере хет-трик. Он забил три гола за 16 минут в ворота «Блэкберн Роверс». Тот матч закончился со счётом 3:2.

### «Кристал Пэлас»
3 июля 2013 года Дуайт подписал 4-летний контракт с новоиспечённым клубом Премьер-лиги «Кристал Пэлас». В «Кристал Пэлас» он стал играть под 16-м номером, который до него носил Уилфрид Заха.
Его дебют за стекольщиков состоялся 18 августа 2013 против «Тоттенхэм Хотспур». В том матче Дуайт Гейл отыграл все 90 минут, а игра закончилась минимальной победой «шпор» — 0:1.
Свой первый гол в Премьер-лиге и за «Кристал Пэлас» Дуайт забил 31 августа в ворота «Сандерленда» с пенальти. Тогда победу одержали «орлы» со счётом 3:1.
В Boxing Day он забил победный гол в конце матча, в дополнительное время, против «Астон Виллы», который закончился со счётом 1:0.
5 мая 2014 года Дуайт Гейл оформил дубль в ворота «Ливерпуля», тем самым принеся орлам ничью в этом матче — 3:3 — и лишив «Ливерпуль» шансов чемпионский титул в этом сезоне.

## Статистика выступлений
| Выступление          | Выступление      | Выступление      | Лига | Лига | Кубок страны | Кубок страны | Кубок лиги | Кубок лиги | Прочие | Прочие | Итого | Итого |
| Клуб                 | Лига             | Сезон            | Игры | Голы | Игры         | Голы         | Игры       | Голы       | Игры   | Голы   | Игры  | Голы  |
| -------------------- | ---------------- | ---------------- | ---- | ---- | ------------ | ------------ | ---------- | ---------- | ------ | ------ | ----- | ----- |
| Дагенем энд Редбридж | 2 Фут. лига      | 2011/12          | 0    | 0    | 0            | 0            | 0          | 0          | 0      | 0      | 0     | 0     |
| Дагенем энд Редбридж | 2 Фут. лига      | 2012/13          | 18   | 7    | 1            | 0            | 0          | 0          | 1      | 0      | 20    | 7     |
| Дагенем энд Редбридж | Итого            | Итого            | 18   | 7    | 1            | 0            | 0          | 0          | 1      | 0      | 20    | 7     |
| → Бишопс-Стортфорд   | Сев. Конф.       | 2011/12          | 42   | 29   | 3            | 1            | —          | —          | 10     | 12     | 55    | 42    |
| → Питерборо Юнайтед  | Чемпионшип       | 2012/13          | 29   | 13   | 0            | 0            | 0          | 0          | —      | —      | 29    | 13    |
| Кристал Пэлас        | АПЛ              | 2013/14          | 23   | 7    | 2            | 1            | 0          | 0          | —      | —      | 25    | 8     |
| Кристал Пэлас        | АПЛ              | 2014/15          | 25   | 5    | 2            | 1            | 2          | 4          | —      | —      | 29    | 10    |
| Кристал Пэлас        | АПЛ              | 2015/16          | 16   | 3    | 1            | 0            | 3          | 4          | —      | —      | 20    | 7     |
| Кристал Пэлас        | Итого            | Итого            | 64   | 15   | 5            | 2            | 5          | 8          | 0      | 0      | 74    | 25    |
| Ньюкасл Юнайтед      | Чемпионшип       | 2016/17          | 32   | 23   | 0            | 0            | 2          | 0          | —      | —      | 34    | 23    |
| Ньюкасл Юнайтед      | Итого            | Итого            | 32   | 23   | 0            | 0            | 2          | 0          | 0      | 0      | 34    | 23    |
| Всего за карьеру     | Всего за карьеру | Всего за карьеру | 184  | 85   | 9            | 3            | 7          | 8          | 11     | 12     | 211   | 108   |